# Wapenpas
Een wapenpas is een vorm van ridderlijk steekspel.

## Geschiedenis
De (of het) wapenpas was een uitgebreide en meer georganiseerde vorm van steekspel of riddertoernooi.
De wapenpas, die zich baseerde op de literatuur van de hoofse minne en van de ridderlijke moed, had onder meer gestalte gekregen in de verhalen van koning Arthur en van de Heilige graal. De wapenpas vond zijn oorsprong in Spanje, maar kwam vooral tot volle ontplooiing in de Bourgondische Nederlanden en in Frankrijk.
In Frankrijk was de grote promotor van toernooien en wapenpassen, koning René I van Anjou. De wapenpas beantwoordde aan talrijke, soms ingewikkelde regels, die door le bon roi René werden te boek gesteld in zijn fameuze Traictié de la forme et devis comme on fait ung tournoy, ook kortweg Le livre des tournois genoemd.
Een wapenpas, met zijn ingewikkeld en breed uitgesponnen scenario, vereiste een aanzienlijk aantal acteurs. In de eerste plaats was er de ridder die de organisatie op zich nam. Vervolgens waren er de ridders, soms vele tientallen, die tegen hem wilden in het strijdperk treden.
Verder waren er de 'dame' en haar hofdames, de scheidsrechters, de 'gekke ridder', een reus, de 'wildemannen', de 'griffioenen', de schildwachten, de muzikanten, de pages, narren en schutters en ten slotte de scheidsrechters.

## Gedenkwaardige wapenpassen
- Koning René organiseerde in de periode van 1445 tot 1450 een aantal wapenpassen die beroemd zijn gebleven. In 1445 waren er les pas d'armes in Nancy en Châlons ter gelegenheid van de huwelijken van zijn dochters Marguerite en Yolande. Ze werden gevolgd door le Pas de la Joyeuse Garde, gehouden van 26 juni tot 7 augustus 1446 in Saumur en in 1449 le Pas de la Bergère in Tarascon. De laatste twee werden uitvoerig beschreven in kronieken en in dichtwerken. Het toernooi van Tarascon duurde slechts zes dagen en de deelnemers waren de edelen en schildknapen die verbleven aan het hof. Het toernooi van Saumur daarentegen duurde meer dan een maand en de fine fleur van de Franse adel was erop aanwezig.
- In februari 1454 werd de Wapenpas van de Zwaan georganiseerd door hertog Adolf van Kleef, bijgenaamd de Zwaanridder. Dit wapenpas vond plaats in Rijsel, als aanzet voor het fameuze Banquet du Faisan waarop alle leden van het Bourgondische hof geloften aflegden om aan een kruistocht deel te nemen.
- Een groot organisator van wapenpassen was de Henegouwse Jacques de Lalaing, die hiermee een internationale reputatie verwierf. In 1445 organiseerde hij een wapenpas in Chalon-sur-Saône die niet minder dan een jaar duurde. Hij ging door onder de naam van Le Pas de la Fontaine aux Pleurs en de Lalaing daagde de hele Europese adeldom uit om met hem te komen vechten.
- In 1463 was het zijn jongere broer, Philippe de Lalaing, die op de Markt van Brugge een wapenpas organiseerde onder de naam van Wapenpas van de Betoverde Burcht.
- In 1468 organiseerde Antoon van Bourgondië op ditzelfde Marktplein in Brugge het Wapenpas van de Gouden Boom, die hij als huwelijksgeschenk aanbood aan Karel de Stoute, naar aanleiding van zijn huwelijk met Margaretha van York.

## Thema's
Het basisverhaal van de wapenpas draaide rond de hoofse liefde. Een koene ridder wierp zich op als verdediger van een dame. Soms zat die dame opgesloten en moest ze worden bevrijd, soms kwam het er op aan haar te verdedigen tegen aanvallers. In beide gevallen nam de organiserende ridder het op tegen al wie zich met hem kwam meten.
Het verhaal werd bij ieder wapenpas aangepast. Naast de dame, als voorwerp van de hoofse liefde, vormde de ridder-uitdager het middelpunt van het gebeuren. Hij moest het opnemen tegen tientallen uitdagers en was dus zonder twijfel een getrainde atleet, die door zijn wapenpas een internationale reputatie verwierf.
De Wapenpas van de Betoverde Burcht had een wat afwijkend thema. In een burcht of perron woonde een edele dame die nachtelijk onderdak had verleend aan een verdwaalde ridder. Alvorens hem in de morgen vrij te laten, eiste ze dat hij zijn moed en deugdzaamheid zou bewijzen door de strijd aan te binden met alle ridders die zich aanboden.

## Bron
- Le Pas du Perron Fée, handschriften in 
  - Parijs, Bibliothèque Nationale
  - Arras, Stadsarchief
  - Cambrai, Stadsarchief
  - Londen, British Library.

## Kronieken en eigentijdse geschriften
- Nicolas DESPARS, Cronycke van den Lande en de Graefscepe van Vlaenderen, uitgave door J. A. De Jonghe, Brugge, 1837-1840.
- Ch. CUSTIS, De Jaerboecken van Brugge, Brugge, 1765.
- Chronique de Jacques de Lalaing. Oeuvres de Georges Chastelain, ed. H. Kervyn de Lettenhove, Brussel, 1866.
- A. DE LA SALE, Des anciens tournois et faicts d'armes, in: Traité du duel judiciaire, uitgave door Prost, Parijs, 1872.
- G. CHAUCER, The Canterbury Tales: the Knight's Tale uitgave Neville Coghill, Londen, 1951.
- René D'ANJOU, Le livre des tournois du Roi René de la Bibliothèque Nationale, met inleiding door F. Avril, Parijs, 1986.